# Christoph Ransmayr
Christoph Ransmayr, né le 20 mars 1954 à Wels, est un écrivain autrichien.

## Biographie
Né à Wels, ville d’Autriche située près de Linz, Christoph Ransmayr a grandi à Roitham, près du lac de Traun. De 1972 à 1978 il étudie la philosophie et l’ethnologie à Vienne. Il travaille ensuite comme rédacteur culturel pour le journal Extrablatt de 1978 à 1982, publiant également des articles et essais dans les revues GEO, TransAtlantik et Merian.
À partir de 1982 il se consacre entièrement à la littérature. Après la publication de son roman Die letzte Welt (Le Dernier des mondes) en 1988, il voyage beaucoup en Irlande, en Asie et en Amérique du Nord et du Sud. En 1994 il s’installe en Irlande, puis retourne vivre à Vienne en 2006.
Il a obtenu le prix Bertolt Brecht de la ville d'Augsbourg en 2004, le prix Heinrich-Böll de la ville de Cologne en 2007 et le Prix Kleist en 2018.

## Œuvres
- Strahlender Untergang, avec Willy Puchner, 1982  (ISBN 3-85447-006-1)
- Die Schrecken des Eises und der Finsternis, 1984  (ISBN 3-85447-043-6) Publié en français sous le titre Les Effrois de la glace et des ténèbres, traduit par François et Régine Mathieu, Maren Sell Éditeurs, 1989  (ISBN 978-2-876-04036-6) ; réédition, Paris, Seuil, coll. « Points. Roman » no 433, 1991, 221 pages  (ISBN 2-02-012867-5)
- Die letzte Welt, 1988  (ISBN 3-89190-244-1) Publié en français sous le titre Le Dernier des mondes, traduit par Jean-Pierre Lefebvre, Paris, Flammarion/P.O.L, 1989, 252 pages  (ISBN 2-08-066336-4) (premières pages, en PDF : ) ; réédition, Paris, LGF, coll. « Le Livre de poche » no 6914, 1991, 307 pages  (ISBN 2-253-05560-3)
- Morbus Kitahara, 1995  (ISBN 3-10-062908-6) Publié en français sous le titre Le Syndrome de Kitahara, traduit par Bernard Kreiss, Paris, Albin Michel, coll. « Les grandes traductions », 1997, 457 pages  (ISBN 2-226-09389-3) ; réédition, Paris, LGF, coll. « Le Livre de poche » no 14743, 1999, 414 pages  (ISBN 2-253-14743-5)
- Der Weg nach Surabaya, 1997  (ISBN 3-10-062916-7)
- Die dritte Luft, oder Eine Bühne am Meer, 1997  (ISBN 3-10-062920-5)
- Die Unsichtbare. Tirade an drei Stränden, 2001  (ISBN 3-10-062924-8)
- Der Ungeborene, oder Die Himmelsareale des Anselm Kiefer, 2002  (ISBN 3-10-062925-6) Publié en français sous le titre Celui qui naîtra ou Les Étendues célestes d'Anselm Kiefer, traduit par Thomas Mondschein, Paris, L'Arche, 2013, 31 pages  (ISBN 978-2-85181-810-2)
- Die Verbeugung des Riesen. Vom Erzählen, 2003  (ISBN 3-10-062926-4)
- Geständnisse eines Touristen. Ein Verhör, 2004  (ISBN 3-10-062927-2)
- Der fliegende Berg, 2006  (ISBN 978-3-10-062936-4) Publié en français sous le titre La Montagne volante, traduit par Bernard Kreiss, Paris, Albin Michel, coll. « Les grandes traductions », 2008, 350 pages  (ISBN 978-2-226-18206-7) (premières pages, en PDF : ) ; réédition, Paris, LGF, coll. « Le Livre de poche » no 31672, 2010, 376 pages  (ISBN 978-2-253-12-823-6)
- Damen & Herren unter Wasser, Francfort-sur-le-Main, S. Fischer, 2007 (en collaboration avec Manfred Wakolbinger)  (ISBN 978-3-10-062937-1) Publié en français sous le titre Dames & Messieurs sous les mers : une histoire en images, traduit par Nicole Taubes, Paris, José Corti, coll. « Merveilleux » no 44, 2010, 80 pages  (ISBN 978-2-7143-1017-0)
- Odysseus, Verbrecher. Schauspiel einer Heimkehr, Frankfurt am Main, S. Fischer, 2010  (ISBN 978-3-10-062945-6)
- Der Wolfsjäger. Drei polnische Duette, Francfort-sur-le-Main, S. Fischer, 2011 (en collaboration avec Martin Pollack (de))  (ISBN 978-3-10-062950-0).
- Atlas eines ängstlichen Mannes, Francfort-sur-le-Main, S. Fischer, 2012  (ISBN 978-3-10-062951-7) Publié en français sous le titre Atlas d'un homme inquiet, traduit par Bernard Kreiss, Paris, Albin Michel, coll. « Les grandes traductions », 2015, 458 pages  (ISBN 978-2-226-31710-0) ; réédition, Paris, LGF, coll. « Le Livre de poche » no 34707, 2017, 507 pages  (ISBN 978-2-253-07301-7)
- Gerede: Elf Ansprachen, Francfort-sur-le-Main, S. Fischer, 2014,  (ISBN 978-3-10-062952-4)
- Cox oder Der Lauf der Zeit, Francfort-sur-le-Main, S. Fischer, 2016 Publié en français sous le titre Cox ou la course du temps, traduit par Bernard Kreiss, Paris, Albin Michel, coll. « Les grandes traductions », 2017, 316 pages  (ISBN 978-2-226-39630-3)  ; réédition, Paris, LGF, coll. « Le Livre de poche », 2019, 288 pages  (ISBN 978-2-253-23795-2)
- Arznei gegen die Sterblichkeit. Drei Geschichten zum Dank. S. Fischer, Frankfurt am Main 2019,  (ISBN 978-3-10-397478-2).
- Der Fallmeister. Eine kurze Geschichte vom Töten. S. Fischer, Frankfurt am Main 2021,  (ISBN 978-3-10-002288-2).

Traductions en anglais
- The Terrors of Ice and Darkness, 1991, traduit par John E. Woods  (ISBN 0-8021-3459-9)
- The Last World, 1991, traduit par John E. Woods  (ISBN 0-8021-3458-0)
- The Dog King, 1997, traduit par John E. Woods  (ISBN 0-679-76860-2)

## Récompenses et distinctions
Il est titulaire d'une vingtaine de prix littéraires notables, dont
- 1988 : Prix Anton-Wildgans
- 1995 : Prix Franz Kafka de la ville de Klosterneuburg et de la société de littérature autrichienne Franz Kafka
- 1998 : Prix Friedrich Hölderlin de la ville de Bad Homburg
- 2004 : Prix Bertolt Brecht
- 2007 : Prix Heinrich-Böll
- 2015 : Prix du Meilleur livre étranger (catégorie Essais) (France)
- 2017 : Prix Marieluise-Fleisser de la ville d'Ingolstadt
- 2018 : Prix Kleist